# Balajor
Ne doit pas être confondu avec Balajo.
Balajor (en népalais : बालाजोर) est un comité de développement villageois du Népal situé dans le district de Sindhuli. Au recensement de 2011, il comptait 4 358 habitants.